# Swada
Swada (Sw@da; настоящее имя — Виктор Щигел; род. Белосток) — польский музыкальный продюсер, работающий с семплерами, синтезаторами и секвенсорами. Записывает музыку на стыке электроники и фолка и с употреблением подляшского языка, распространённого среди белорусов Польши.

## Биография
Виктор Щигел родился в Белостоке и имеет колумбийские корни. Выступает под псевдонимом Sw@da. Своё творчество Щигел описывает как «попытку услышать, чтобы произошло, если бы в 1989 году молодые люди в деревнях с белорусским населением около Хайнувки имели доступ к семплеру MPC и драм-машине Roland TR-808». Также он отметил, что суть проекта заключается «не только в компиляции фольклорных мотивов из, казалось бы, далеких уголков мира, но и в поиске платформы для продвижения традиционной музыки как основы песен андеграунд-баса».
В 2019 году он создал музыкальный проект совместно с рэперами: Мацеем «MC Dzidek» Дзитковским и Никой «Niczos» Юрчук, а также вокалисткой Виолеттой Бочук. В том же году его отметили наградой на 22-м Фестивале народной музыки Польского радио «Новая традиция» за «смелое смешение далеких музыкальных и культурных явлений». В 2021 году вместе с Каролиной Чичей он написал музыку для выставки, подготовленной Центром деревянного искусства и науки Xylopolis, а также для студийного альбома под названием Sad (2022), который был номинирован на премию Fryderyk Award в категории «Альбом года».
29 ноября 2024 года он выпустил альбом под названием #InDaWoods, который он записал с Никой «Niczos» Юрчук. Главной песней альбома стал «Lusterka», с которым музыканты заняли второе место в финале польского отбора на «Евровидение-2025». Песня подверглась критике в интернете, поскольку песня написана не на польском языке. При этом руководство вещателя было обвинено в симпатии к украинской диаспоре, которая с началом вторжения России на Украину в 2022 году значительно возросла. В ответ на обвинения фанатов участница группы Ника Юрчук, уроженка региона и носитель подляшского диалекта, объяснила, что песня «показывает разнообразность Польши», а сам подляшский певица находит «весёлым».
11 февраля 2025 года Министерство информации Республики Беларусь включило аккаунт Swada в Instagram в список «экстремистских» по решению суда Барановичского района и города Барановичи.

## Дискография

### Альбомы
| Год  | Описание                                                                        |
| ---- | ------------------------------------------------------------------------------- |
| 2022 | Sad - Опубликован: 14 октябрь 2022 - Форматы: CD, digital download, streaming   |
| 2024 | #InDaWoods - Опубликован: 29 ноября 2024 - Форматы: Digital download, streaming |